# Drachensee (Chamb)
Der Drachensee, auch Hochwasserspeicher Furth im Wald ist ein Hochwasserrückhaltebecken im Lauf des Chambs in Bayern. Sein Damm steht knapp zwei Kilometer nordöstlich des Stadtzentrums von Furth im Wald am südlichen Fuße des Dieberges (639 m ü. NN). Der Drachensee schützt die Stadt Furth im Wald im Landkreis Cham vor Überflutungen durch den Chamb. Der Stausee bleibt ständig bis zu einer Höhe von 405 m ü. NN eingestaut und hat bei Normalstau eine Wasseroberfläche von 88 ha.

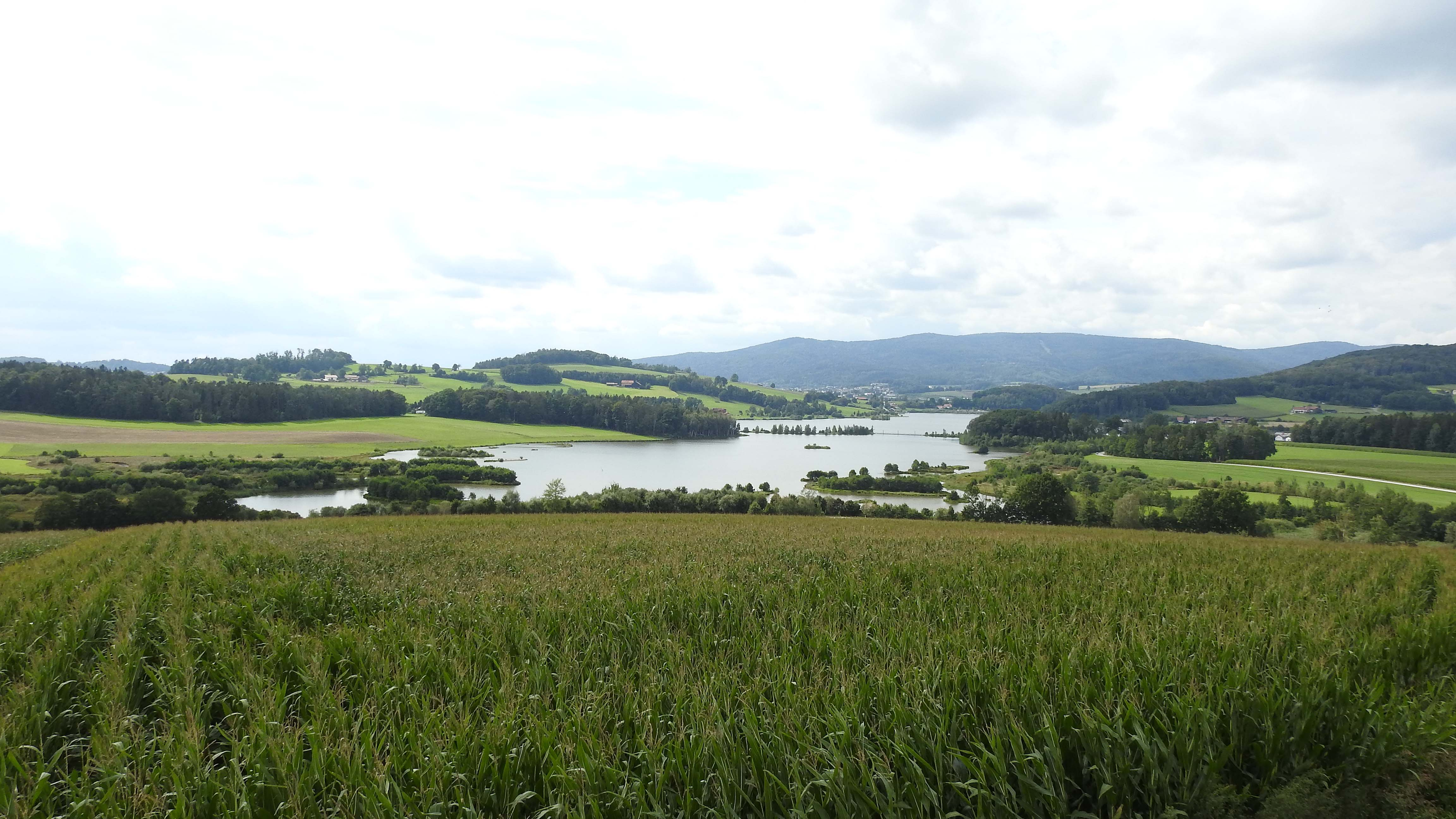
Drachensee von Osten

In einem Wasserkraftwerk wird mit einer kleinen Durchströmturbine mit einer Leistung von 115 kW bei einem Ausbaudurchfluss von 2,1 m³/s und einem Nutzgefälle von 8 Metern elektrischer Strom erzeugt. Das Regelarbeitsvermögen der Anlage beträgt etwa 0,6 Mio. kWh jährlich. Die Betriebseinrichtungen befinden sich in einem Kombinationsbauwerk mittig im Damm. Dieser ist insgesamt 20 m hoch, wovon sich aber nur 11 m über der Talsohle befinden. Im Normalstau ist der See bei einem Pegel von 405 m ü. NN mit 2,3 Mio. m³ Wasser befüllt. Bei Hochwasser können zusätzliche 3,25 m aufgestaut und 4 Millionen m³ Wasser zurückgehalten werden.
Am 23. Juli 2003 fand der erste Spatenstich statt. Am 14. Dezember 2005 war der Staudamm fertiggestellt und die darüber führende Straße wurde dem Verkehr übergeben. Im März 2009 wurde der Hochwasserspeicher Furth im Wald in Betrieb genommen und am 29. Mai 2009 eingeweiht. Nach dem Further Drachenstich erhielt er dabei den prägnanteren Namen Drachensee.
Durch eine künstliche Kette von Inseln, die mit einem Schwimmsteg miteinander verbunden sind, wird der See in einen Freizeitsee und eine Ökozone geteilt.
Was den Drachensee von anderen Stauseen in Bayern unterscheidet, ist sein Vier-Zonen-Konzept und dabei vor allem die Naturerlebniszone und die Ökologische Regenerationszone.
Die hier verwirklichten Ausgleichsmaßnahmen sollen einen neuen Lebensraum entstehen lassen, der auch bedrohten Tieren und Pflanzen eine neue Heimat und Überlebenschancen bietet. Zugleich können Besucher in Beobachtungsstationen die heimische Vogelwelt beobachten, ohne sie zu stören.